# Dark Requiems... and Unsilent Massacre
Dark Requiems... and Unsilent Massacre is de derde studio-uitgave (demo niet meegerekend) van de Engelse symfonische blackmetalband Hecate Enthroned. Dit is het laatste album met zang van Pritchard. Vanaf het volgende album nam Dean de zang over, hetgeen het einde van hoge vocalen betekende.
Het grootste kritiekpunt was dat 'de nummers geen geheel vormden en los van elkaar stonden'.

## Bezetting
- Jon Richard - Zang en teksten
- Nigel - Gitaar
- Andy - Gitaar
- Dylan Hughes - Basgitaar
- Robert - Drums
- Michael - Keyboard

## Nummers
1. In Nomine Satanas – 2:18
2. The Pagan Sword of Legend – 4:53
3. Centuries of Wolfen Hunger – 4:10
4. Forever in Ebony Drowning – 6:03
5. Upon the Kingdom Throne – 4:00
6. For Thee, in Sinful Obscurity – 2:11
7. Dark Requiems and Unsilent Massacre – 5:40
8. Thy Sorrow Bequeathed – 3:27
9. The Scarlet Forsaken – 4:35
10. Ancient Graveless Dawn – 5:35